# Kontrowersje wokół okoliczności śmierci generała Władysława Sikorskiego

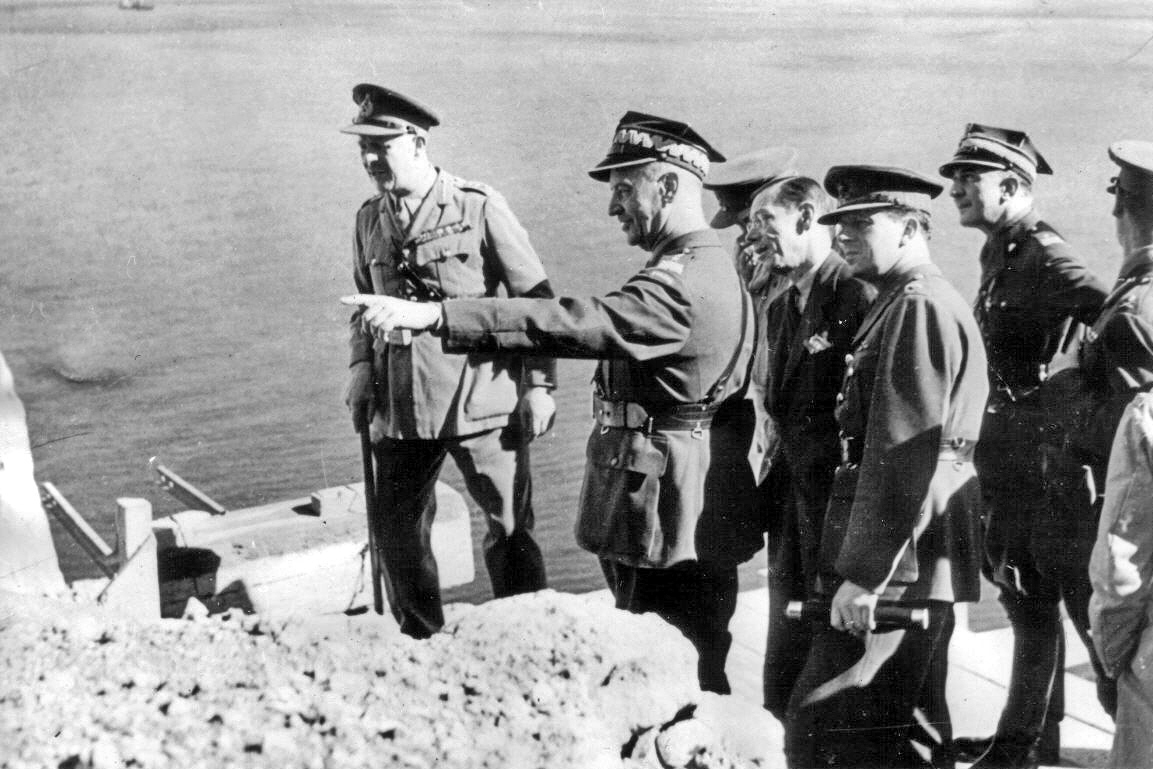
Jedno z ostatnich zdjęć generała Sikorskiego przed śmiercią.

Kontrowersje wokół okoliczności śmierci generała Władysława Sikorskiego dotyczą m.in. kwestionowania oficjalnych ustaleń dotyczących przyczyn katastrofy lotniczej, dalszych losów córki Sikorskiego - Zofii Leśniowskiej (jej ciała nie odnaleziono), osoby drugiego pilota i roli służb specjalnych różnych państw.

## Ustalenia oficjalne
Bezpośrednio po wypadku, jeszcze podczas wojny był on badany przez komisję lotnictwa brytyjskiego Royal Air Force (RAF), w której polski przedstawiciel mjr Stanisław Dudziński pełnił rolę obserwatora . Komisja odrzuciła sabotaż i stwierdziła za pilotem, że do wypadku doszło na skutek zablokowania się steru wysokości samolotu, ale nie określiła, dlaczego doszło do zablokowania steru . Rząd polski nie podważał wyników badań brytyjskiej komisji . Polskie władze emigracyjne powołały następnie własną komisję kierowaną przez Tadeusza Cypriana, która przeanalizowała ustalenia brytyjskie, polskie raporty i protokół Komisji Inspektoratu Lotnictwa. Komisja ta stwierdziła, że wobec braku danych mogących uzasadnić sabotaż należy przyjąć, że miał miejsce wypadek o niewyjaśnionych bliżej przyczynach, które spowodowały unieruchomienie steru.

## Śledztwo IPN i ekshumacje
Śledztwo dotyczące okoliczności śmierci premiera i Naczelnego Wodza prowadził Instytut Pamięci Narodowej. W ramach śledztwa przeprowadzono ekshumacje ciał Sikorskiego oraz gen. Tadeusza Klimeckiego, płk Andrzeja Mareckiego i por. Józefa Ponikiewskiego. Wynika z nich, że wszyscy zginęli wskutek obrażeń wielonarządowych typowych dla katastrofy lotniczej.
W grudniu 2013 IPN umorzył śledztwo w tej sprawie stwierdzając, że dowody nie pozwalają ani wykluczyć ani potwierdzić tezy o zamachu.

## Wczesne teorie spiskowe
Bezpośrednio po śmierci Sikorskiego, jeszcze w lipcu 1943 roku szef niemieckiej propagandy Joseph Goebbels określił ją jako „zamach bolszewicko-angielski”, po czym niemiecka propaganda zaczęła rozpowszechniać pogłoski w krajach okupowanych oraz neutralnych, że bolszewicy zabili Sikorskiego za zgodą Churchilla . Wiązano przy tym śmierć Sikorskiego ze zgodnym z prawdą, lecz wykorzystywanym propagandowo do osłabienia spójności koalicji antyhitlerowskiej obarczeniem ZSRR za zamordowanie polskich wojskowych w Katyniu . Między innymi publikowano plakaty propagandowe po polsku z hasłem: „Sikorski ostatnią ofiarą Katynia” i określaniem wypadku jako „mordu brytyjskiego”. Rozpowszechniano też ulotki wyjaśniające, że odpowiedzialni byli Sowieci, a Brytyjczycy odegrali rolę pomocników, podpisane jako „Polska Służba Informacyjna w Kraju”, co miało sugerować pochodzenie od polskiego podziemia . Działania te miały na celu osłabiać poparcie Polaków dla rządu na wychodźstwie i aliantów . 
Generał Gustaw Paszkiewicz po powrocie do Polski, 24 czerwca 1947 roku opowiedział w Sejmie o rzekomej rozmowie z gen. Władysławem Andersem, który miał nakłaniać go do współudziału w przygotowywanym zastrzeleniu Sikorskiego w czasie spotkania z oficerami na Bliskim Wschodzie. Relacja ta nie dotyczyła wprawdzie katastrofy w Gibraltarze, lecz sugerowała możliwość zamachu polskiego, niemniej zdaniem Andrzeja Garlickiego, była całkowicie niewiarygodna i gen. Paszkiewicz realizował w ten sposób oszczerczą kampanię władz komunistycznych przeciw gen. Andersowi.
Śmierć Sikorskiego powróciła do sfery zainteresowania publicznego w 1967 roku, gdy kontrowersyjny brytyjski publicysta historyczny David Irving, zdyskredytowany później za kłamstwo oświęcimskie, opublikował książkę poświęconą teorii spiskowej: „Accident: The Death of General Sikorski”. Teorię spiskową spopularyzował następnie niemiecki dramaturg Rolf Hochhuth w głośnej sztuką „Żołnierze”, której angielskie tłumaczenie ukazało się w 1968 roku. Nie będąc sam badaczem, przedstawił w niej wersję, według której zleceniodawcą zamordowania gen. Sikorskiego był premier Wielkiej Brytanii Winston Churchill, którego prorosyjskiej polityce Sikorski miał się przeciwstawiać, a pasażerowie samolotu mieli zostać zamordowani toporami. Rolf Hochhuth przegrał następnie kilka procesów o zniesławienie, w tym wytoczony przez pilota Eduarda Prchala. 
Istniała również wersja, że uszkodzenia samolotu miał dokonać w Kairze oficer polskiego kontrwywiadu Edward Szarkiewicz, kierowany osobistą wrogością wobec Sikorskiego, lecz z brytyjskich dokumentów wynika, że w tym czasie przebywał w szpitalu w Londynie .

## Wątpliwości dotyczące Zofii Leśniowskiej
Pomimo odnalezienia ośmiu ciał osób, które zginęły w wyniku katastrofy brytyjskiego Liberatora, zwłok kilku towarzyszy Sikorskiego nigdy nie znaleziono. Z tego powodu pojawiły się pogłoski, iż mogli oni zostać porwani do Związku Sowieckiego. Pośród możliwych ofiar takiego wydarzenia wymieniano nawet córkę generała, Zofię Leśniowską. W 1945 roku cichociemny Tadeusz Kobyliński miał opowiadać, że widział ją z daleka w jednym z obozów sowieckiego Gułagu. Zgodnie z późniejszą relacją Jana Kozłowskiego, Kobyliński próbował w 1945 i w 1946 roku uzyskać pozwolenie od dowództwa Armii Krajowej na rozpoczęcie misji ratunkowej, która miała uwolnić córkę Sikorskiego.

## Ustalenia Jerzego Maryniaka
Kwestionowanie oficjalnych ustaleń (według których katastrofa była spowodowana przez zablokowanie steru wysokości) dotyczących okoliczności katastrofy opiera się na ekspertyzie profesora Jerzego Maryniaka z Politechniki Warszawskiej. W opinii Jerzego Maryniaka, zeznania Prchala nie mogły opisywać rzeczywistego stanu lotu. Na podstawie symulacji numerycznej lotu Liberatora oraz laboratoryjnych badań tonięcia modelu tego samolotu stwierdzono, że samolot był sprawny przez cały okres lotu i świadomie sterowany do momentu wodowania.
Zdaniem innych badaczy, brak jest dowodów na wodowanie samolotu, który uderzył gwałtownie o powierzchnię morza z przechyłem na lewe skrzydło, co spowodowało po uderzeniu obrót płatowca w lewo, a następnie przełamanie kadłuba i kapotaż, o czym świadczą fotografie wraku.

## Ustalenia Dariusza Baliszewskiego
Jednym z badaczy opowiadającym się za tezą o zamachu jest dziennikarz Dariusz Baliszewski. Według Baliszewskiego Sikorski i jego współpracownicy zostali zamordowani jeszcze przed lotem w rezydencji gubernatora, a katastrofa była mistyfikacją w celu ukrycia zabójstwa. Baliszewski wskazuje, że za zabójstwem stali niechętni Sikorskiemu Polacy z ppor. Ludwikiem Łubieńskim (szefem polskiej misji wojskowej na Gibraltarze) i Brytyjczycy. Natomiast córka Sikorskiego Zofia Leśniowska została uprowadzona przez Sowietów za wiedzą strony brytyjskiej.
Dariusz Baliszewski pisał, że:

„To był prawdopodobnie najdziwniejszy wypadek lotniczy w dziejach świata. Samolot, na przekór prawom fizyki, miał wystartować z uszkodzonym sterem wysokościowym, po czym wodować kilkaset metrów od brzegu. Zanim zatonął, miał utrzymywać się na wodzie ponad 6 minut, by następnie, kapotując, miękko osiąść na dnie. Zaskakujące jest to, że drobne przedmioty znalezione po katastrofie na dnie morza nosiły ślady uszkodzeń charakterystycznych jedynie dla eksplozji”

Dariusz Baliszewski przedstawił teorię o zamachu w swojej interpretacji opartej na konfrontacji niespójnych wypowiedzi świadków oraz analizie obfitego materiału źródłowego. Przedstawiona w telewizji TVN rekonstrukcja jednoznacznie określa wydarzenia w Gibraltarze jako zamach, nadzorowany przez brytyjskie służby specjalne i gubernatora Gibraltaru Franka Noela Mason-Macfarlane’a pod silną presją obecnego w tym czasie w Gibraltarze ambasadora Związku Sowieckiego, Iwana Majskiego, a wykonane rękami podwójnych agentów brytyjsko-polskich. W rzeczywistości Majski prawdopodobnie nie wiedział o pobycie Sikorskiego tego dnia w Gibraltarze, nawet jeśli dotarł odpowiednio wcześnie do Moskwy raport Philby’ego.

### Krytyka wersji Dariusza Baliszewskiego
Wersja o uprzednim zamordowaniu polskiej delegacji została jednoznacznie obalona przez wyniki śledztwa IPN i sekcji zwłok ujawnione w 2009 roku. Stwierdzono, że śmierć Władysława Sikorskiego nastąpiła wskutek obrażeń wielonarządowych, typowych dla ofiar wypadków komunikacyjnych, a zatem najwcześniej w chwili uderzenia samolotu w wodę. Nie wykluczono również utonięcia jako współprzyczyny śmierci. Stwierdzone złamania powstały, kiedy ofiara żyła. Wyniki sekcji pozwoliły na kategoryczne odrzucenie możliwości mechanizmu śmierci wskutek uduszenia, obrażeń postrzałowych, a nadto ran kłutych, ciętych lub rąbanych. Przeprowadzono również badania toksykologiczne. Tadeusz Klimecki i Andrzej Marecki doznali urazów podobnego charakteru.

## Ustalenia Tadeusza Kisielewskiego
Tadeusz Kisielewski nie uznaje ustaleń Baliszewskiego za prawdziwe, zwłaszcza na podstawie wyników autopsji. Jednocześnie uważa, że ustalenia IPN nie stoją w sprzeczności z ustaleniami prof. Maryniaka. Według Kisielewskiego główną rolę w przeprowadzeniu kontrolowanego wodowania samolotu odegrał nie pierwszy pilot Eduard Prchal, ale podmieniony drugi pilot.
Kisielewski wskazuje na stronę sowiecką jako głównego inspiratora i sprawcę zamachu. Podobnie jak Baliszewski uważa, że Leśniowska została porwana przez Sowietów. Sugeruje on, że została ona wysłana przez ojca na tajne rozmowy z Sowietami. Miał jej towarzyszyć sekretarz Adam Kułakowski (jego ciało także nie zostało odnalezione). Z negocjatorów mieli stać się zakładnikami przetrzymywanymi w wilii NKWD pod Moskwą. W 1945 miała miejsce nieudana wyprawa mająca na celu uwolnienie córki Sikorskiego.
Ponadto według Kisielewskiego nie istnieje żadne potwierdzenie, że Leśniowska weszła na pokład samolotu. Niewyjaśniona pozostaje także rola Kima Philby′ego – szefa kontrwywiadu brytyjskiego (MI6) na obszar Morza Śródziemnego i jednocześnie sowieckiego agenta, który w tym właśnie czasie rezydował w Gibraltarze.
Wątpliwości w zeznaniach Prchala według Kisielewskiego budzą m.in. takie zagadnienia jak:
- liczba pasażerów samolotu – Prchal zgodził się przyjąć dwunastego pasażera, lecz na meldunek mechanika, że na pokładzie jest ich tylko jedenastu, nie zareagował[22];
- czas utraty przytomności – Prchal mówił, że odzyskał świadomość dopiero czwartego dnia. Tymczasem z relacji jego sąsiada z pokoju szpitalnego – Stanleya Mewa – wynika, że był on nieprzytomny tylko przez jedną dobę[23];
- kwestia blokady sterów – z jednej strony pilot utrzymywał, że stery były zablokowane w pozycji wznoszącej, z drugiej zaś mówił, że w pewnym momencie sam wyrównał lot, co potwierdzają zeznania świadków obserwujących liberatora z lądu[24]
- rola i dalszy los drugiego pilota – Williama „Kippera” S. Herringa – według Kisielewskiego z trzech niezależnych relacji wynikało, że Herring przeżył[25], a jego żona oświadczyła Davidowi Irvingowi, że rozmawiała z mężem po dacie rzekomego zaginięcia. Ciała Herringa nie znaleziono[26];
- czas i skutki wodowania – według Prchala samolot wystartował ok. 23.10. Zegarki pasażerów zatrzymały się jednak na 23:06 i 23:07, a Prchal utrzymywał, że przyczyną śmierci było wodowanie[27];
- fakt wodowania – samo wodowanie pilot określał jako silne uderzenie w powierzchnię morza. Mówił on, że nie mógł tego wcześniej zaplanować, bo uznałby to za misję samobójczą. Tymczasem w czasie wojny na wodach mórz i oceanów z powodzeniem wodowały setki alianckich samolotów, często mocno uszkodzonych[28]. Wersję Prchala podważają też relacje świadków obserwujących lot z plaży w Zatoce Katalońskiej, którzy byli przekonani, że nie stało się nic niezwykłego i zaczęli nawet kpić z pilota.
- kwestia maewestki – Eduard Prchal nigdy wcześniej nie zakładał przed startem kamizelki ratunkowej. Miał ją jednak na sobie po wyłowieniu, całkowicie wypełnioną powietrzem i zapiętą zgodnie z instrukcją, co potwierdzili świadkowie. On sam utrzymywał, że nie przypomina sobie, kiedy ją założył, choć przytomność stracił dopiero po wyjściu na ląd. Sugeruje to, że Prchal wiedział, jak ma zakończyć się lot liberatora. Jeszcze kilkanaście lat po zdarzeniu Prchal unikał odpisywania na listy dotyczące tej sprawy, a gdy w grudniu 1968 występował w brytyjskiej Thames TV, odmówił włożenia kamizelki celem sprawdzenia, ile czasu mu to zajmie[23].

Ponadto Tadeusz Kisielewski twierdzi, że niektórzy świadkowie wspominali, że silniki zostały wyłączone sekundę przed zetknięciem się kadłuba z wodą, czyli zgodnie z procedurą stosowaną przy manewrze wodowania. W tym samym wywiadzie prasowym Tadeusz Kisielewski odrzucił również tezę o przeciążonym samolocie twierdząc, że opiera to na własnych wyliczeniach (ładunek, pasażerowie itd.), jednak tych obliczeń nie podał. Ponadto stwierdził, że nurkowie nie znaleźli nic, co mogłoby znacząco zwiększyć masę Liberatora.

### Krytyka teorii Tadeusza Kisielewskiego
Według innych autorów, niewiarygodność wersji o zablokowaniu sterów nie musi świadczy o celowej katastrofie, lecz mogła być wytłumaczeniem pilota, maskującym jego błąd lub splot innych przyczyn, przyjętym świadomie przez komisję, aby nie komplikować stosunków między państwami alianckimi. Według M. Rożyckiego, wypadek da się wyjaśnić splotem przyczyn, w szczególności startem z lotniska o niedostatecznej długości pasa i trudnych warunkach atmosferycznych na przeładowanej maszynie, trudnością w pilotażu Liberatorów pierwszych serii oraz umiarkowanym doświadczeniem Prchala na tym samolocie. Godzina startu 23:10 podawana przez Prchala mogła być mylna lub źle zapamiętana i nie daje podstaw do kwestionowania godziny wypadku wynikającej z zatrzymania się zegarków innych pasażerów. Wyłączenie iskrowników silników było procedurą stosowaną również przed awaryjnym wodowaniem. 
Okoliczność, że innym samolotom udawało się w niektórych przypadkach celowe wodowanie, nie świadczy o tym, że wodowanie było bezpiecznym manewrem. Według zaś innych autorów, uderzenie przechylonego samolotu o wodę w tym wypadku było gwałtowne i doprowadziło do natychmiastowego obrócenia go w lewo z uniesieniem tylnej części kadłuba w górę, co tłumaczy przełamanie kadłuba i kapotaż. Z gwałtownym przebiegiem wodowania korespondują też obrażenia wielonarządowe ofiar, typowe dla ofiar wypadków komunikacyjnych.

## Stanowisko Pawła Wieczorkiewicza
Historyk prof. Paweł Wieczorkiewicz wyraził pogląd, że „o tym, że w Gibraltarze dokonano bez żadnych wątpliwości zbrodni, świadczą fakty”, powołując się na ekspertyzę Jerzego Maryniaka i teorie Dariusza Baliszewskiego i nie powołując się na przeprowadzenie własnych badań w tej materii. Jego zdaniem korzyść z tego odnosił Stalin, gdyż odchodził polityk, który mógł mu utrudnić proces sowietyzacji Polski, jednakże sowieckie tajne służby nie mogłyby samodzielnie podjąć się dokonania zbrodni tego kalibru, w dodatku na tak szczególnym terenie, jakim był Gibraltar, podówczas wyjątkowo silnie strzeżona wojskowa twierdza. W konsekwencji zdaniem prof. Wieczorkiewicza, przesłanki wskazują na sprawstwo brytyjskie, chociaż „na pozór hipoteza taka wydaje się wątpliwa, jako że [Churchill] uparcie dążył do polsko-sowieckiego pojednania i nie tracił nadziei, że zdoła je osiągnąć, licząc, inna kwestia, czy słusznie, na realizm i ustępliwość Sikorskiego, do którego żywił zresztą osobistą sympatię”. Według Wieczorkiewicza, Brytyjczycy wydając trumnę ze zwłokami gen. Sikorskiego celem jej ostatecznego pochówku na Wawelu, zastrzegli w poufnej umowie, że nie zostanie nigdy otwarta.
Należy podkreślić, że tezy swoje prof. Wieczorkiewicz (zmarły w 2009 roku) formułował przed ekshumacją i ogłoszeniem raportu z sekcji zwłok, która obaliła teorie Baliszewskiego dotyczące przebiegu zamachu.

## Krytyka teorii spiskowych ze strony historyków
Zdaniem historyka Jacka Tebinki, wyrażonym w 2023 roku, Sikorski zginął w katastrofie lotniczej, a zasób dostępnych dokumentów z tej sprawy jest bardzo duży i Brytyjczycy nie chowają już istotnych faktów w tej kwestii. Odnośnie wersji radzieckiego sprawstwa, wskazał on, że w odtajnionych dokumentach brytyjskich jest informacja z 1969 roku, iż niewymieniony z nazwiska pracownik KGB, który uciekł na Zachód, wskazywał na NKWD jako sprawcę śmierci Sikorskiego, jednakże informacja ta została opatrzona przez brytyjski wywiad dopiskiem, że uciekinier nie chciał rozwinąć tego twierdzenia i przedstawić jakichkolwiek dowodów .
Jacek Tebinka wskazał też, że pierwotnie Sikorski miał lecieć z Kairu do Algieru, a dopiero 2 lipca zmienił plany i pominął Algier, co utrudniałoby przygotowanie zamachu w Gibraltarze . Również brytyjska służba bezpieczeństwa w 1979 roku uznała w dokumentach za mało prawdopodobne, aby agent radziecki Kim Philby był w stanie powiadomić Moskwę o trasie powrotu Sikorskiego z wyprzedzeniem umożliwiającym dokonanie zamachu w Gibraltarze . Historyk ten wyraził także opinię, że Brytyjczycy pokładali w Sikorskim nadzieję na rozwiązanie kryzysu w stosunkach polsko-radzieckich i uważali go za jedynego polskiego polityka zdolnego do porozumienia się z Józefem Stalinem, dlatego śmierć generała była wbrew interesom dyplomacji brytyjskiej i osobiście premiera Churchilla.
Po ukazaniu się książki Davida Irvinga, teorie spiskowe krytykował jako „szkodliwe bzdury” emigracyjny historyk wojskowości polskiej i były minister obrony narodowej w rządzie londyńskim, biograf Sikorskiego gen. Marian Kukiel. Krytykował je również prof. Andrzej Garlicki, już po opublikowaniu teorii T. Kisielewskiego i D. Baliszewskiego.

## Odniesienia w kulturze masowej
- Czynności nurków dokonujących poszukiwań w morzu po katastrofie zostały ukazany w filmie The Silent Enemy 1958, przedstawiającym historię m.in. Lionela Crabba.
- Niemiecki dramaturg Rolf Hochhuth zasugerował w sztuce Soldaten, Nekrolog auf Genf z 1967, że Winston Churchill był bezpośrednio zaangażowany w morderstwo generała Władysława Sikorskiego.
- Polskie produkcje filmowe z 2009 powstałe na podstawie badań i tez Dariusza Baliszewskiego: film kinowy Generał – zamach na Gibraltarze i czteroodcinkowy serial telewizyjny Generał.
- W 2014 roku został wydany komiks pt. „Umarłem na Gibraltarze” według scenariusza Piotra Mańkowskiego, narysowany przez Tomasza Kleszcza. Stanowi on interpretację okoliczności katastrofy zawierającą domieszkę fikcji literackiej[35].